# Культурный переулок (Владикавказ)
Культурный переулок — переулок в центре Владикавказа, Северная Осетия, Россия. Располагается в Иристонском муниципальном округе Владикавказа между улицей Баллаева и площадью Ленина, между русским театром имени Вахтангова и зданием бывшего гарнизонного Дома офицеров.

## История
Переулок образовался во второй половине XIX века. Отмечен на плане города Владикавказа как Клубный переулок. Упоминается под этим же названием в Перечне улиц, площадей и переулков от 1911 года. Позже получил название Театральный переулок (южный).
27 августа 1959 года решением Исполкома Орджоникидзевского Городского Совета депутатов трудящихся (протокол № 17, § 258, п.1-р), Театральный переулок (южный) переименован в Культурный переулок: «В целях устранения неудобств при наличии одноимённых уличных переулков … переулок Театральный (южный) переименовать в переулок Культурный».
Во второй половине XX века переулок потерял статус городской улицы, так как не имел сквозного проезда. В настоящее время на картах и планах не обозначается.

## Интересные факты
В начале 1980-х годов на площади Ленина установлена стела «Осетии ратная слава» . В связи с этим, проход между площадью и переулком возможен только непосредственно через арку стелы.

## Транспорт
Ближайшая остановка трамвая «Площадь Ленина» находится на проспекте Мира.